# 基肖恩·戴维斯
基肖恩·戴维斯（英語：Keyshawn Davis，1999年2月28日—），美国男子拳击运动员。他曾代表美国参加2020年夏季奥林匹克运动会拳击比赛，获得一枚银牌。他也曾参加2019年泛美运动会。